# Islands folkeafstemning om republik 1944
Folkeafstemningen om indførelse af republik i Island afholdtes den 24. maj 1944. Vælgerne skulle tage stilling til to forslag:
1. Afskaffelse af personalunionen med Danmark.
2. Indførelse af en ny republikansk forfatning.

Valgdeltagelsen var den højeste i Islands historie idet 98,6% af vælgerne afgav deres stemme.
Efter, at et overvældende flertal af befolkningen havde stemt for ophævelse af personalunionen (99%) og en ny republikansk forfatning med fuld uafhængighed af Danmark (95%), blev Republikken Island udråbt ved en ceremoni (Lýðveldishátiðin) 17. juni 1944 på Thingvellirsletten, hvor Altinget erklærede båndene til det danske monarki for brudte, grundlagde Island som republik og valgte den hidtidige rigsforstander Sveinn Björnsson til landets første præsident.

## Baggrund
Den dansk-islandske forbundslov af 1. december 1918 gjorde Island til et selvstændigt kongerige, Kongeriget Island, i personalunion med Danmark. Danmark stod dog ifølge forbundsloven fortsat for varetagelse af Islands udenrigspolitik og forsvar. Forholdet mellem de to lande kan sammenlignes med de britiske dominions relationer til Storbritannien. Selvom Island var anerkendt som en suveræn stat, blev ordningen ikke opfattet som reel uafhængighed. 25. februar 1944 besluttede Altinget at bryde båndene mellem Island og det danske monarki i overensstemmelse med en bestemmelse i forbundsloven, der tillod opsigelse af den dansk-islandske personalunion efter 25 år.
Altinget vedtog, at der den 20-23. maj 1944 skulle afholdes en landsdækkende folkeafstemning om ophævelsen af personalunionen og en ny republikansk grundlov. Folkeafstemningen begyndte ved middagstid den 20. maj og sluttede ved midnat den 23. maj 1944. Avisen Morgunbladid rapporterede den 25. maj 1944, at deltagelsen i folkeafstemningen havde været 98%. Ud af de 48.100 mennesker, som havde stemt, gik 99,5% ind for afskæring af båndene med det danske monarki, og 98,3% stemte til for at grundlægge en republik.

## Resultat

### Afskaffelse af unionsakten
| Valg                  | Stemmer | % af stemmerne |
| --------------------- | ------- | -------------- |
| For                   | 71 122  | 97,39%         |
| Imod                  | 377     | 0,52%          |
| Blanke eller ugyldige | 1 559   | 2,13%          |
| Totalt                | 73 058  | 100%           |

### Ny republikansk forfatning
| Valg                  | Stemmer | % af stemmerne |
| --------------------- | ------- | -------------- |
| For                   | 69 435  | 95,04%         |
| Imod                  | 1 051   | 1,44%          |
| Blanke eller ugyldige | 2 572   | 3,52%          |
| Totalt                | 73 058  | 100%           |

## Følger
Island blev erklæret en republik den 17. juni 1944, hvorefter personalunionen med Danmark ophørte.
Den 17. juni 1944 klokken 13:30 indledte den islandske statsminister Björn Þórðarson festlighederne, og en religiøs ceremoni blev afholdt. Den nye flag for republikken blev rejst, og medlemmerne af parlamentet rejste sig fra deres pladser, da kirkeklokker ringede. Alle erklærede højtideligt, at Island fremover ville være en republik. Medlemmerne af parlamentet valgte der efter Sveinn Björnsson som den første præsident. Björnsson var blevet regent over Island og kongens stedfortræder i krigsårene. Han er den eneste præsident, der ikke er blevet valgt direkte af befolkningen på Island.